# Juan Manuel Fuentes Fernández
Juan Manuel Fuentes Fernández (Órdenes, 13 de noviembre de 1977) es un exfutbolista español que jugaba de lateral izquierdo. Jugó la totalidad de su carrera en la Sociedad Deportiva Ponferradina.

## Carrera deportiva
Fuentes jugó en el filial del Compostela en la temporada 1997-98, antes de fichar por la Sociedad Deportiva Ponferradina.
Llegó a la Ponferradina en la temporada 98-99 desde el Compostela B con el que se había enfrentado en el último partido del play off de ascenso de la temporada anterior, que acabó con resultado de 1-2 en el campo de Fuentesnuevas, dejando a la Ponferradina sin ascenso por un gol.
Sería en esa su primera temporada en Ponferrada cuando conseguiría el primer ascenso con la Deportiva.
En sus primeros años llegó como un extremo habilidoso, pero con el paso de los años y con un cambio físico notable empezó a jugar asiduamente de lateral izquierdo dónde hizo casi toda su carrera.
Desde el primer momento se convirtió en un jugador importante del club de Ponferrada en la temporada 1999-00, cuando la Ponferradina jugaba en Segunda División B. Con la Ponferradina fue titular en la temporada 2005-06, año en el que lograron el ascenso a Segunda División.
En Segunda División también fue indiscutible en su puesto, jugando un total de 32 partidos, sin embargo, la Ponferradina volvió a descender a Segunda B esa misma temporada.
Permaneció activo hasta la campaña 2009-10, donde pudo celebrar un nuevo ascenso con la Ponferradina a Segunda División.

## Clubes
| Club         | País   | Año         |
| ------------ | ------ | ----------- |
| Compostela B | España | 1996 - 1997 |
| Ponferradina | España | 1997 - 2010 |